# 漢斯·梅姆林

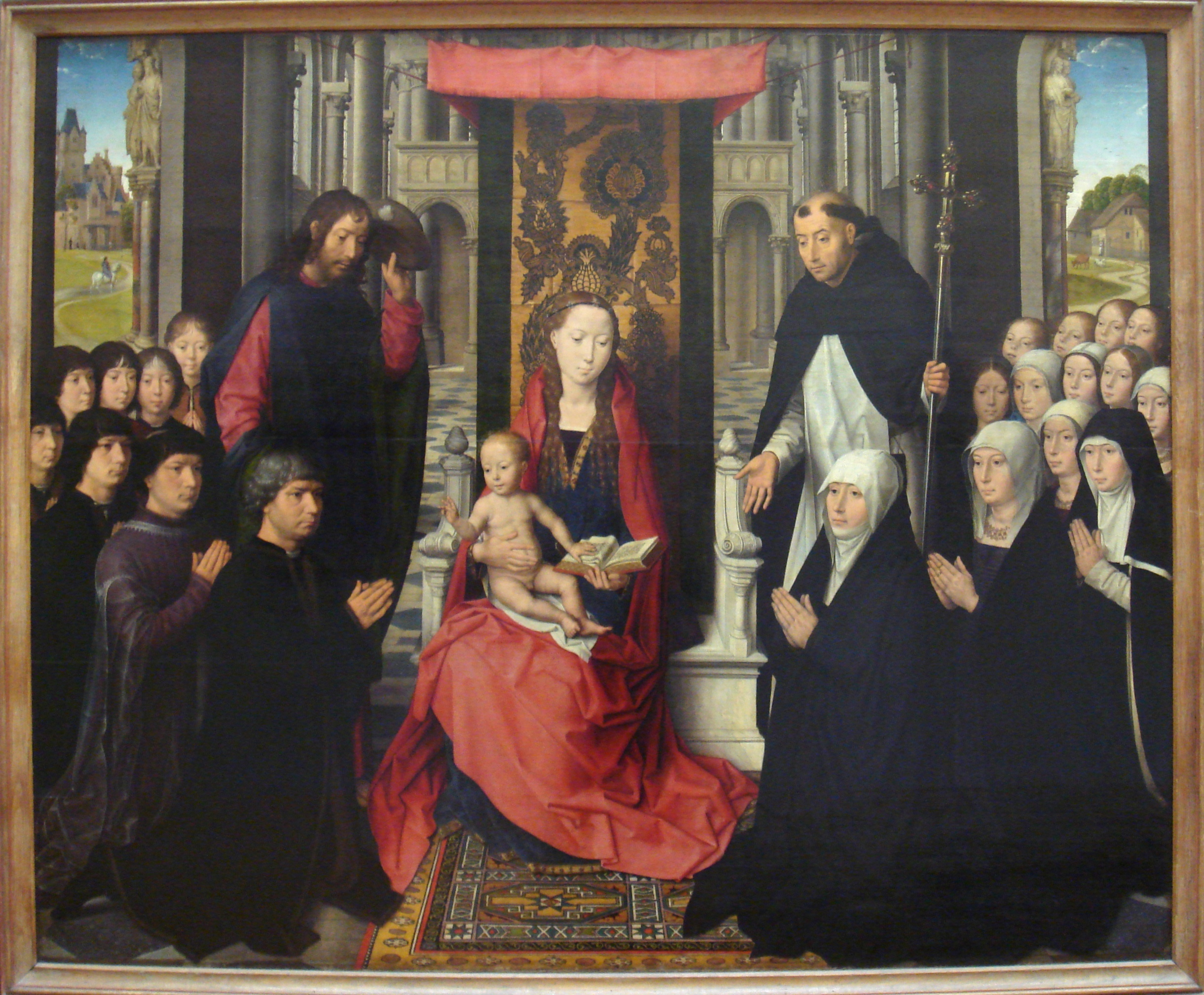
《圣母子与圣雅各伯和圣多明我正在引见施主及其家庭》，1488–1490

漢斯·梅姆林（德語：Hans Memling，亦拼為Memlinc；約1430年—1494年8月11日）是一位德裔早期尼德蘭畫家，曾在羅希爾·范德魏登于布魯塞爾的畫室中作畫，范德魏登死後梅姆林成為布魯日市民，成為了當地的主要畫家之一。

## 生平
漢斯·梅爾林出生於塞利根施塔特， 曾在美因茨和科隆當學徒，之後在1455年至1460年間到布魯塞爾接受羅希爾·范德魏登的指導，1465年之前則在布魯日創作。

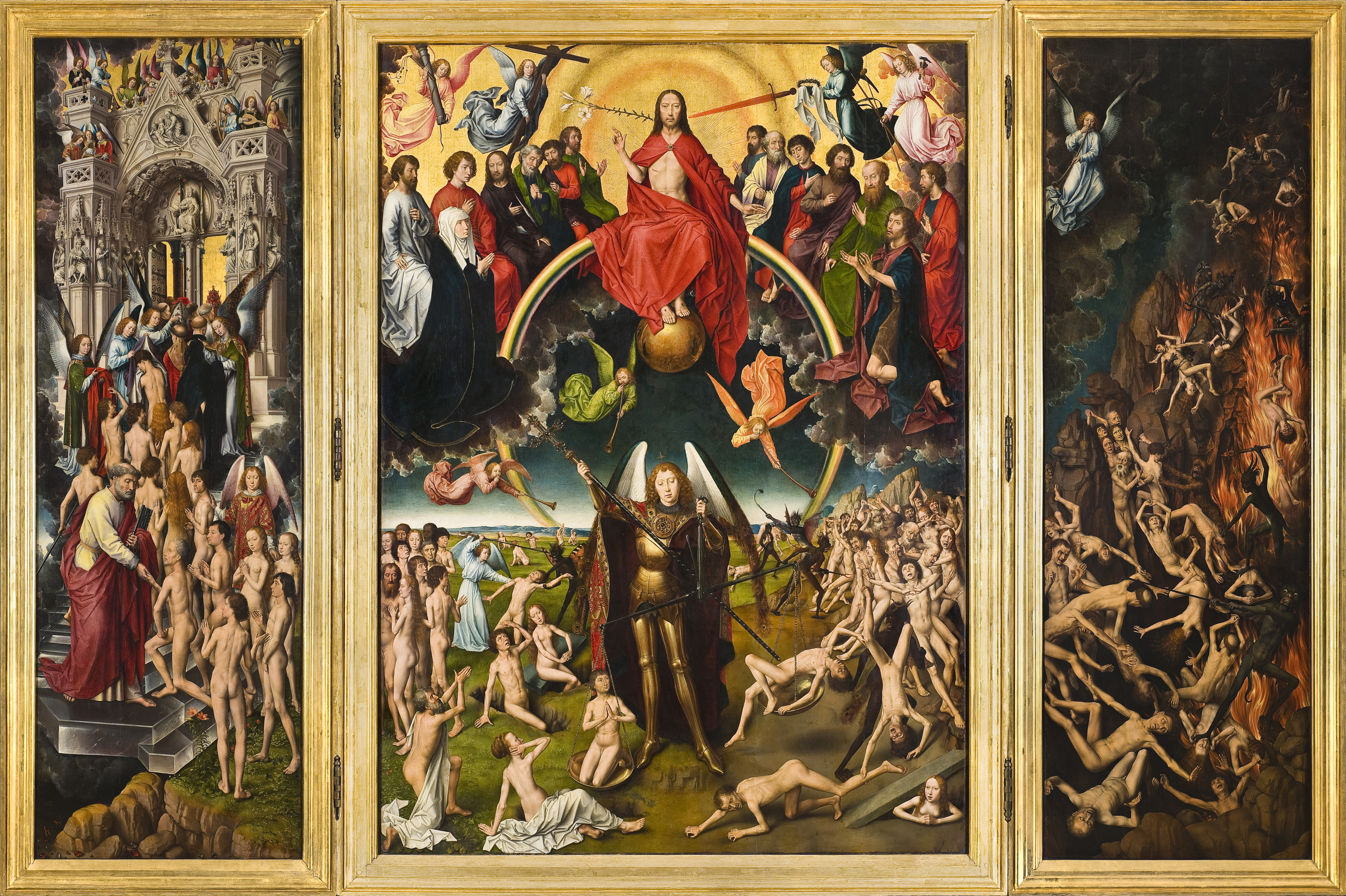
《最後的審判》，1466–1473

他在1477年可能參加過南錫戰役，並在戰役中受傷，之後由醫院騎士團照料、在布魯日養傷，為了報答此恩，他免費為後者創作了一幅畫作。後來他還可能為勃艮第公爵繪製過作品。他繪製的肖像畫曾一度風靡意大利，並對15世紀末期的、包括拉斐爾在內的一批意大利畫家產生了影響。 而通過賣畫，梅爾林也成為了布魯日最富有的市民之一，但1480年代布魯日發生金融危機，而梅爾林的經濟狀況也為此所累。 1494年8月11日他在布魯日逝世。

## 擴展閱讀
- de Vos, Dirk. . Harry N Abrams. 1994. ISBN 0-8109-3649-6.

## 外部連結
- 维基共享资源上的相關多媒體資源：漢斯·梅姆林
- Petrus Christus: Renaissance master of Bruges （页面存档备份，存于）
- Fifteenth- to eighteenth-century European paintings: France, Central Europe, the Netherlands, Spain, and Great Britain （页面存档备份，存于）